# JFK Olimps/RFS
Az Olimps/RFS, eredetileg JFK Olimps egy lett labdarúgócsapat. A klubot 2005-ben alapították.

## Története
A klubot 2005-ben alapították, ugyanis az első osztályban csak hét csapat szerepelt volna. A játékoskeretet Liepajas-2, Skonto-2 és Ventspils-2-játékosok alkották. Első szezonjukban rögtön kiestek az első osztályból, azonban 2006-ban egyből megnyerték a másodosztályt, és visszajutottak. 2008-ban a liga bővítésének köszönhetően maradhattak az első osztályban. Eddigi legnagyobb sikerük a 2007-es kupadöntő, amely UEFA-kupa-selejtezőt ért a csapat számára.

## Külső hivatkozások
- Weltfußball Archív